# Емельяновское
Емельяновское — деревня в Хвойнинском муниципальном районе Новгородской области, относится к Кабожскому сельскому поселению. 
Деревня расположена на правом берегу реки Кобожа, в километре к северу от деревни расположена деревня Носково, на противоположном берегу реки в 1,5 км южнее находятся деревня — Бережок. 

## История деревни
IX-XIII вв. - Известно, что на правом берегу реки Кобожа, на огородах современного Емельяновского находилось древнее селище. Также в деревне и окраинах присутствуют:
1. Курганная группа (5 насыпей) VI - IX вв. на ЮЮВ окраине.
2. Сопка VIII - X вв на северной окраине деревни.
3. Сопка I VIII-X вв. в п/ст. Кабожа, на ул.Вокзальная, в 30 м от дороги в д.Емельяновское
4. Сопка II VIII-X вв. в п/ст.Кабожа, ул.Вокзальная, 67. В 200 м. к югу от сопки I.
5. Сопка III VIII-X вв. в п/ст.Кабожа, ул.Речная, 33.

1850-е годы - землю в Левочской волости стал скупать санкт-петербургский 2-й гильдии купец Илья Петрович Захаржевский. Позже он купил дворянские усадьбы Емельяновское и Петровское (Лукинское). В начале 20-го века его детям принадлежало около 6,5 тысяч десятин земли (почти вся — в Левочской волости). Это — Алексей, Василий, Михаил, Николай, Петр и Мария. Василий числился мещанином, Николай купцом, Алексей, Михаил, Петр, Мария — купеческими детьми. Усадьба Емельяновское принадлежала Захаржевскому Василию Ильичу, а усадьба Петровское (Лукинское) - Захаржевским Николаю Ильичу и Михаилу Ильичу (владелецу  Петровской земской школы (1910 г.)). Часть территории усадьбы Петровское ныне в входит в застройку п/ст. Кабожа.
В начале Советского периода - имена коммун, какое-то время, заменили названия населенных пунктов на карте района. В Емельяновском это была коммуна "Борьба".
До 1927 года - деревня находилась в Левочской волости Боровичского уезда Новгородской губернии.
С 1927 по 1930 года - В деревне был создан Емельяновский сельсовет, Минецкого района,  Боровичского округа, Ленинградской области.
20 сентября 1931 года - Минецкий район Ленинградской области, в который входила деревня был переименован в Хвойнинский район, а центр района из села Минцы перенесён на станцию Хвойная.
5 июля 1944 года - Указом Президиума ВС СССР была образована самостоятельная Новгородская область и Хвойнинский район вошёл в её состав.
17 января 1961 года - Емельяновский сельсовет был переименован в Кабожский.

## Транспорт

### Железнодорожный
Ближайшая железнодорожная станция - станция Кабожа. Она находится в 2 км к северу от деревни, на 264 километре железнодорожной линии Мга — Овинище II  Октябрьской железной дороги в посёлке при станции Кабожа - административном центре сельского поселения.
На железнодорожной станции ведётся грузовая работа. Пассажирское движение представлено 1 парой поездов в неделю (Поезд №610/609 С.-Петербург - Сонково - С.-Петербург).

### Автомобильный
Через деревню проходит автодорога 49Н-1811 Кабожа-Сухолжино. На южной окраине д.Сухолжино окончание автодороги 49Н-1811 стыкуется с неофициальной лесной дорогой, ведущей в д.Кабожа, Мошенского района (через д.Гринёва гора).Данная лесная дорога имеет очень плохое состояние в районе "глиняной горы" (недалеко от границы Хвойнинского и Мошенского районов), поэтому использовать её для транзита в Мошенской район и обратно не рекомендуется.
Автобусное сообщение в деревне отсутствует. Ближайшая автобусная остановка находится в посёлке при станции Кабожа, где курсируют пригородные автобусы №127 Хвойная-Кабожа и №161 Кабожа-Бугры.

### Трубопроводный
У южной границы деревни проходят нефтепроводы Палкино-Приморск и Ярославль-Кириши.

## Образование
В деревне до 2010 года существовала Петровская восьмилетняя школа на территории бывшей усадьбы Михаила Ильича Захаржевского. 
Во времена СССР на территории бывшей усадьбы "Емельяновское", помещика Василия Ильича Захаржевского, находилась школа для глухонемых. После на её месте образовался телевизионный завод Знамя. 

## Производство
Во времена СССР в деревне находился телевизионный завод Знамя, который был закрыт в 1990-х годах. На его месте в начале 2010-х годов создано предприятие ООО «Емельяновская Биофабрика» по производству Иван-чая.

## Население
| 2009 | 2010 |
| ---- | ---- |
| 58   | ↘52  |